# Capesize

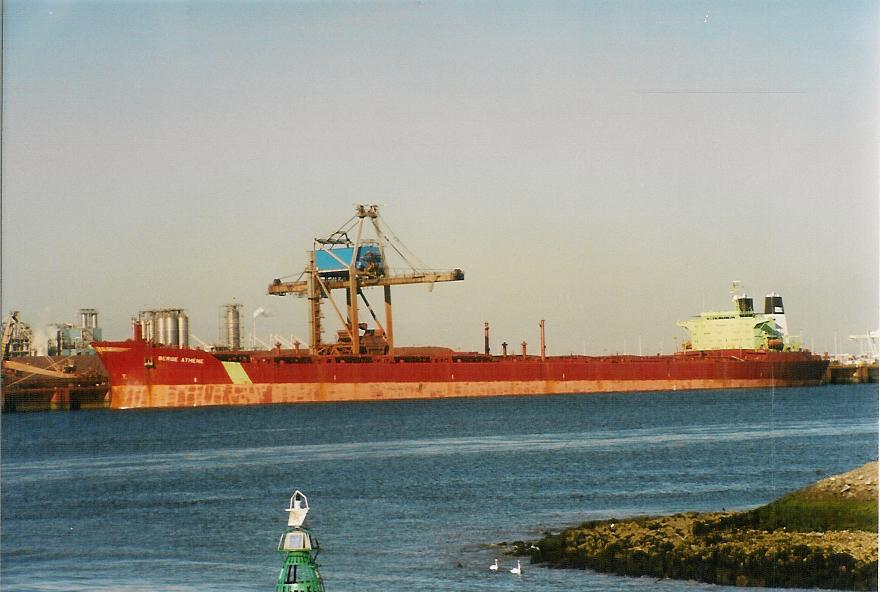
MV Berge Athene, un capesize porta rinfuse di 225,200 DWT

Con il termine Capesize ci si riferisce a quelle navi le cui dimensioni non permettono il loro passaggio né per il Canale di Panama né per quello di Suez.  Di fatto il termine "capesize" è sinonimo di "illimitato" quanto alle dimensioni della nave. La denominazione fa riferimento alla Capo di Buona Speranza nei pressi della Città del Capo (Cape Town).
Appartengono a questa categoria le navi con dislocamento superiore a 150.000 tonnellate metriche: tipicamente grandi navi rinfusiere che trasportano carbone o altre materie prime in forma solida.
Il termine "capesize" è raramente utilizzato per le petroliere e le cisterne di maggiori dimensioni, che di regola vengono classificate come Ultra Large Crude Carrier (ULCC) o Very Large Crude Carrier (VLCC).